# Marc VDS Racing Team
Das Marc VDS Racing Team ist ein belgisches Motorsportteam, das im Jahr 2009 von Marc van der Straten gegründet wurde und verschiedene separate Mannschaften unter einem Namen vereint. Das Team war im Bereich Gran Turismo aktiv und konzentriert sich nun auf die Motorrad-Weltmeisterschaft. Ab 2024 fährt Marc VDS zudem mit Sam Lowes auf einer Ducati in der Superbike-Weltmeisterschaft.

## Historie
Das Marc VDS Racing Team wurde 2009 unter diesem Namen gegründet. Die Abkürzung VDS steht für den Nachnamen des Teambesitzers Marc van der Straten. Zuvor war das Team unter dem Namen Belgian Racing für die Einsätze des Gillet Vertigo im belgischen GT-Championat und in der FIA-GT-Meisterschaft verantwortlich, bevor das Rennprogramm im Jahr 2008 beendet wurde.

### Gran Turismo & Langstrecke

#### Gruppe GT1 und FIA-GT1-Weltmeisterschaft

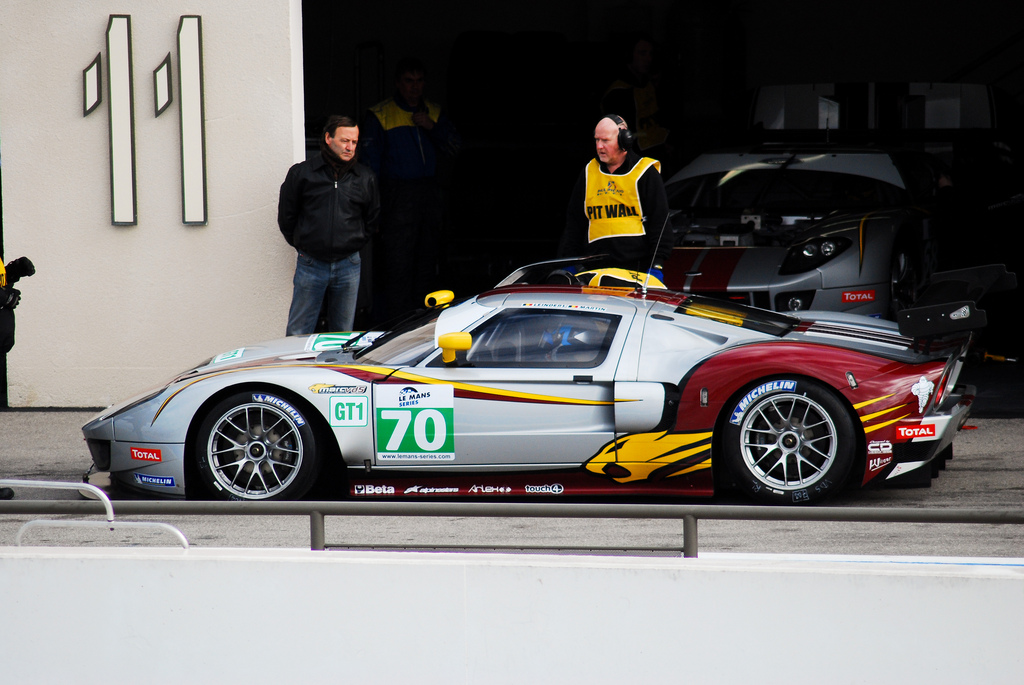
Der Ford GT von Marc VDS beim Test auf dem Circuit Paul Ricard im Jahr 2010

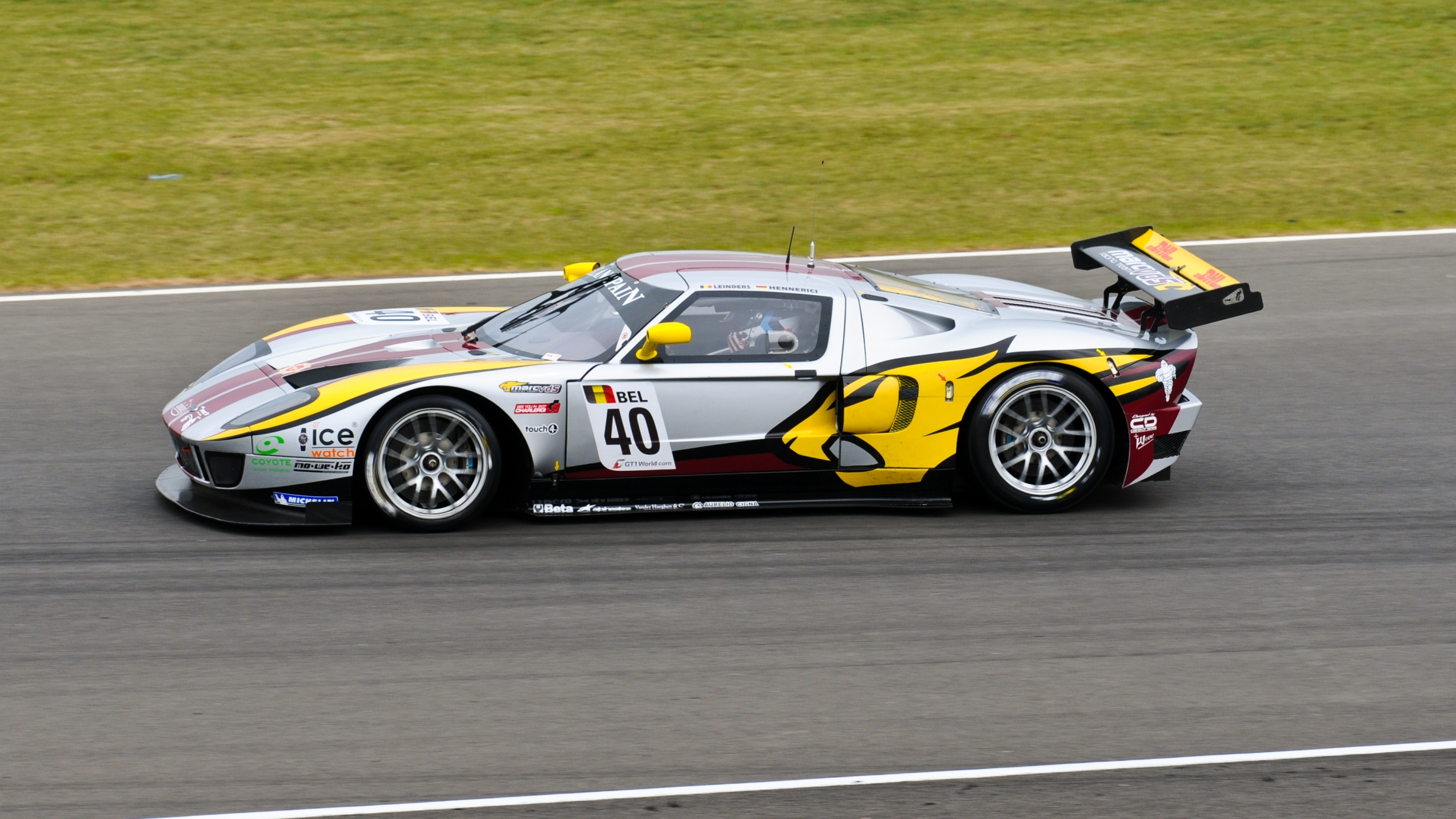
Eine GT1-Version des Ford GT von Marc VDS Racing in Silverstone 2011

2009 nutzte das Marc VDS Racing Team als Vorbereitungsjahr auf die FIA-GT1-Weltmeisterschaft im darauffolgenden Jahr: Es wurde ein von Matech Concepts entwickelter Ford GT nach neuem Reglement der Gruppe GT1 in der FIA-GT-Meisterschaft mit Bas Leinders und Renaud Kuppens als Fahrer eingesetzt.
In der neu ausgeschriebenen FIA-GT-Weltmeisterschaft meldete Marc VDS im Jahr 2010 zwei Ford GT. Die Fahrerpaarungen zu Saisonbeginn waren Bas Leinders und Maxime Martin sowie Markus Palttala und Renaud Kuppens. Bei den Überseerennen in Brasilien und Argentinien ersetzte Matteo Bobbi Kuppens. Marc VDS wurde Sechster der Teamwertung mit zwei dritten Plätzen bei Qualifikationsrennen. Im gleichen Jahr trat Marc VDS ebenfalls beim 24-Stunden-Rennen von Le Mans mit Bas Leinders, Markus Palttala und Eric de Doncker an. Das Team startete vom zweiten Startplatz der GT1-Kategorie, fiel aber nach 26 Runden im Rennen früh aus.
Nach dem Rückzug von Matech aus der FIA-GT1-Weltmeisterschaft übernahm das Marc VDS Racing Team auch den Einsatz zwei weiterer Ford GT unter dem Namen Belgian Racing. Ein Fahrzeug teilten sich Bas Leinders und Marc Hennerici, bevor dieser beim letzten Saisonrennen durch Ricardo Rissati ersetzt wurde. Stammfahrer des zweiten Fahrzeugs war Maxime Martin, der sechs Mal mit Frédéric Makowiecki und je zwei Mal mit Yann Clairay bzw. Bertrand Baguette antrat. Für Belgian Racing fuhren insgesamt zehn verschiedene Fahrer. Das Marc VDS Racing Team wurde Sechster der Mannschaftswertung und befand sich damit direkt vor Belgian Racing auf Platz sieben.

#### Blancpain Endurance Series

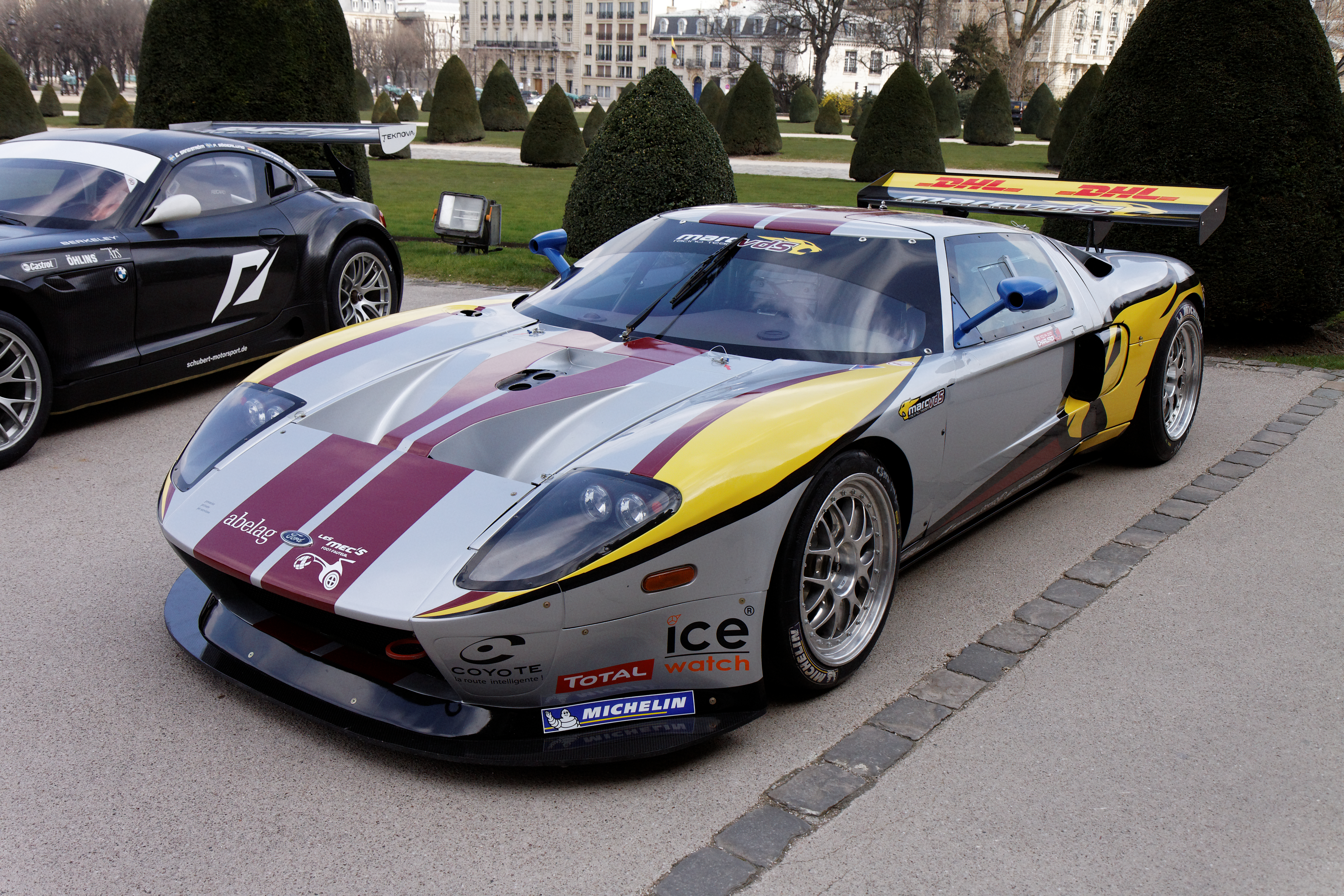
Eine GT3-Version des Ford GT von Marc VDS Racing im Jahr 2011

#### Saison 2011
Im Jahr 2011 setzte das Marc VDS Racing Team in der ersten Saison der Blancpain Endurance Series vier verschiedene Fahrzeugtypen des Reglements der Gruppe GT3 ein. Bas Leinders, Maxime Martin und Markus Palttala, die zuerst einen Ford GT fuhren, aber später auf einen BMW Z4 GT3 wechselten, bildeten die leistungsfähigste Fahrzeugbesatzung. Für das 24-Stunden-Rennen von Spa-Francorchamps ersetzte Marc Hennerici den Finnen Palttala, der jedoch im Gegensatz zu seinen üblichen Partnern Punkte erzielen konnte. In der Teamwertung der Pro-Kategorie unterlag Marc VDS nur dem W Racing Team. In der Fahrerwertung der gleichen Kategorie wurde Palttala Zweiter, nachdem er zusammen mit Leinders und Martin die letzten beiden Saisonrennen gewinnen konnte.

#### Saison 2012
2012 konzentrierte sich Marc VDS auf den Einsatz zweier BMW Z4 GT3 in der Pro-Kategorie in der Blancpain Endurance Series. Das eine Fahrertrio bestand erneut aus Bas Leinders, Maxime Martin und Markus Palltala, das andere aus Henri Moser, Bert Longin und Mike Hezemans, der beim letzten Rennen durch Nicky Catsburg ersetzt wurde. Leinders, Martin und Palttala konnten zwei der fünf Saisonrennen gewinnen, wurden aber in der Fahrerwertung lediglich gemeinsame Zweite. Das Marc VDS Racing Team unterlag erneut dem W Racing Team in der Mannschaftswertung.

#### Saison 2014
2014 fuhr das Marc VDS Racing Team nicht mehr in der Blancpain GT Series mit. Sie nahmen lediglich mit zwei BMW Z4 GT3 an den 24 Stunden von Spa teil. Dort erreichte der Wagen mit der Startnummer 77, gefahren von Markus Palltala, Dirk Werner und Lucas Luhr, einen Gesamt zweiten Platz, nachdem sie 17 Minuten vor Schluss in einem Zweikampf die Führungsposition gegen das W Racing Team verloren. Auf Grund von technischen Problemen fielen die elektronischen Hilfen aus, weshalb man im Boxenstopp zuvor keine Reifen wechselte, um Zeit zu sparen. Dementsprechend konnte man sich kaum gegen die Attacken des Audi R8 wehren. Das Schwesterfahrzeug mit der Startnummer 66, pilotiert von Maxime Martin, Jörg Müller und Augusto Farfus, geriet schon früh in Probleme. Man hatte ein Full Course Yellow übersehen und fuhr einem langsamer fahrendem Fahrzeug auf. Jedoch hatte man das Rennen fortgesetzt, trotz fünf Runden Rückstand durch Reparaturen. Aber in der Nacht musste man den Wagen schließlich abstellen, weil ein Hase die Strecke überquerte und dieser bei voller Fahrt mitgenommen wurde, wodurch man große Schäden am Kühler erlitt.

#### Saison 2015
Im Jahr 2015 nahm Marc VDS nur an zwei Rennen teil. Zum einen wieder an den 24 Stunden Spa, mit zwei BMW Z4 GT3, und zum anderen an den 6 Stunden Paul Ricard, mit nur einem BMW Z4 GT3. Bei den 6 Stunden von Paul Ricard konnte man sich auf den dritten Platz zu Rennende vorarbeiten, nachdem man als Resultat eines Motorwechsels vom letzten Startplatz starten musste.
Dieses Jahr reichte es bei den 24 Stunden Spa zum Gesamtsieg. Der Wagen mit der Startnummer 46, von Nicky Catsburg, Lucas Luhr und Markus Palltala gefahren, kam als Erster über die Ziellinie. Jedoch endete das Rennen für die Startnummer 45, pilotiert von Maxime Martin, Augusto Farfus und Dirk Werner, mit einem Getriebeproblem in den Mittagsstunden, nachdem man seit früh Morgens in der Führung lag und einen großen Abstand zum zweit platzierten bereits aufgebaut hatte.

#### 24-Stunden-Rennen auf dem Nürburgring
Das Marc VDS Racing Team nimmt seit 2012 mit dem BMW Z4 GT3 am 24-Stunden-Rennen auf dem Nürburgring teil. Im Jahr 2012 wurde ein Fahrzeug eingesetzt, die Fahrerpaarung Bas Leinders, Markus Paltalla und Maxime Martin erreichte den vierten Platz in der Gesamtwertung. Seit 2013 tritt das Team unter dem Namen BMW Sports Trophy Team Marc VDS als zweites werksunterstütztes Team neben Schubert Motorsport mit zwei BMW Z4 GT3 an.
Im Jahr 2013 belegte Marc VDS den zweiten (Maxime Martin, Andrea Piccini, Yelmer Buurman und Richard Göransson) und den 26. Platz (Henri Moser, Markus Palttala, Richard Göransson und Bas Leinders). 2014 errang Marc VDS im Qualifikationsrennen die Plätze eins (Maxime Martin, Uwe Alzen, Marco Wittmann) und vier (Bas Leinders, Markus Palttala, Nicky Catsburg und Dirk Adorf). Das 24-h-Rennen endete mit einem Totalausfall, beide Fahrzeuge wurden bei Unfällen stark beschädigt. Im Jahr 2015 konnte das Team das Ergebnis einer Zweitplatzierung aus dem Jahr 2013 wiederholen.

#### Rückzug aus dem GT-Sport
Nachdem bereits im Juli 2015 Bas Leinders angeblich friedlich aus dem Team austrat – Bas Leinders sagte in einem Interview später, dass er aus dem Team geworfen wurde –, verkündete Marc Van Der Straaten, Gründer und Inhaber von Marc VDS, im Oktober 2015 den Rücktritt aus dem GT-Sport. Er habe das Vertrauen in seine Manager verloren, da diese mit seinem Geld zu große Risiken eingegangen sind. Außerdem führte die SRO Motorsports Group, die Leiterin der Blancpain GT Series, eine neue Regelung für die 24 Stunden von Spa ein, welche besagte, dass man als Pro-Team an allen Rennen der Blancpain Endurance Series teilnehmen musste. Dies gefiel Marc Van Der Straaten nicht, da das Marc VDS Racing Team nur noch an den 24 Stunden von Spa teilnehmen wollte. Dementsprechend wolle sich das Marv VDS Racing Team nun nur noch auf den Zweiradsport konzentrieren.

#### Diverses
Im Jahr 2011 nahm das Marc VDS Racing Team erneut am 24-Stunden-Rennen von Le Mans teil, da es zusammen mit Kronos Racing einen im Besitz von Orbello Racing befindlichen Lola B09/60 für Vanina Ickx, Maxime Martin und Bas Leinders einsetzte, der zunächst nur auf der Nachrückerliste gestanden hatte. Das Fahrertrio erreichte den siebten Platz der Gesamtwertung.

### Motorrad

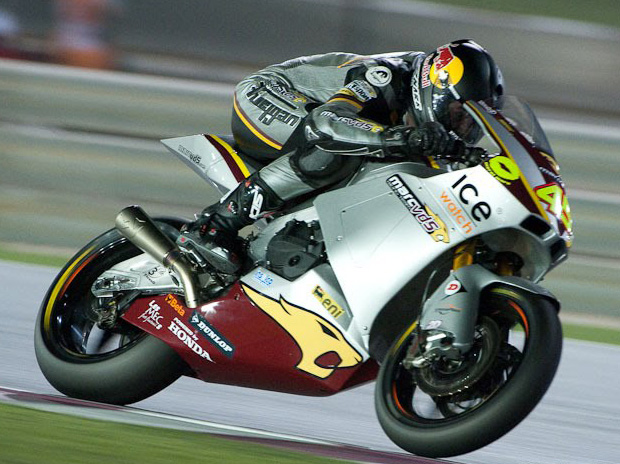
Scott Redding auf Suter beim Großen Preis von Katar 2010

Seit der Saison 2010 startet Marc VDS auch in Motorradsport, nachdem das Team von Michael Bartholemy und Didier de Radiguès integriert wurde. 2010 starteten Scott Redding und Héctor Faubel in der Moto2-Klasse der Motorrad-Weltmeisterschaft. Im Jahr 2011 verließ Faubel das Team, während Mika Kallio neu dazu kam. Beide Fahrer blieben auch 2012 beim Marc VDS Racing Team. Auch im Jahr 2013 setzt das Team in der Moto2-Klasse Scott Redding und Mika Kallio ein. Redding sicherte sich in der Saison den Vizeweltmeistertitel, Kallio den vierten Platz.

#### Saison 2014
Zur Moto2-Saison-2014 verließ Redding das Team und wechselte ins Team von Fausto Gresini in die MotoGP-Klasse. Der Spanier Esteve Rabat ersetzte Redding im Team. Mika Kallio fuhr weiterhin für Marc VDS. Rabat wurde auf Anhieb Weltmeister und Kallio sicherte dem Team mit dem Vizeweltmeistertitel ein hervorragendes WM-Resultat.

#### Saison 2015
In der MotoGP-Klasse wurde für die Saison 2015 Redding erneut unter Vertrag genommen. Höhepunkt der Saison war Reddings dritter Platz beim Großen Preis von San Marino in Misano. In der Team-WM bedeutete dies den achten WM-Rang. In der Moto2-Kategorie hieß die Fahrerpaarung nach dem Wechsel von Kallio zum Italtrans-Team Rabat und Álex Márquez, der im Vorjahr Weltmeister in der Moto3-Kategorie geworden war. Obwohl das Team mit Rabat den dritten WM-Rang erreichte, konnte man die Erwartungen nicht ganz erfüllen. Nach anfänglichen Startschwierigkeiten an die neue Klasse fand Márquez immer besser in die Saison und er beendete sie auf dem 14. Platz.

#### Saison 2016
Zur Saison 2016 wurde Tito Rabat ins MotoGP-Team befördert. Er bekam zudem mit Jack Miller einen neuen Teamkollegen, da Redding ins Pramac-Team gewechselt war. Die Saison verlief für beide Piloten ziemlich durchwachsen. Rabat musste sich lange mit Anpassungsschwierigkeiten an die Kunden-Honda beschäftigen und blieb hinter den Erwartungen zurück. Zu Buche stand am Saisonende der 19. Gesamtrang. Miller hingegen zeigte sein Potenzial und die der Maschine mit einem Sieg im Regenrennen um die Dutch TT in Assen, was die schwache Saisonleistung jedoch nicht schmälerte. Beim Großen Preis von Aragonien konnte Miller verletzungsbedingt nicht starten und wurde von Nicky Hayden vertreten. Schlussendlich wurde Miller nur 18. und Marc VDS in der Team-Weltmeisterschaft trotz des Sieges Elfter und Letzter. Für die Moto2-Saison wurde als Rabat-Nachfolger Franco Morbidelli verpflichtet, der die Saison neben Márquez bestritt. Die Saison verlief sehr schwierig, da Márquez nur ein Podium erreichen konnte, Morbidelli wiederum wurde mit acht Podien und 213 Punkten WM-Vierter.

#### Saison 2017
Miller und Rabat bildeten 2017 weiterhin die Fahrerpaarung in der MotoGP-Klasse. Rabat erzielte nur 35 Punkte, Miller hingegen verbesserte sich auf den elften Platz deutlich, obwohl ihm in dieser Saison kein Podest gelang. Auch in der Konstrukteurswertung verbesserte sich das Team auf den siebten Platz. Die Moto2-Saison gestaltete sich noch erfolgreicher. Franco Morbidelli konnte mit acht Siegen und insgesamt zwölf Podien überzeugen und wurde Weltmeister. Márquez belegte mit drei Siegen und insgesamt sechs Podien den vierten Gesamtrang.

#### Saison 2018
Die größte Klasse der Motorrad-WM wurde in der Saison 2018 mit den Piloten Franco Morbidelli, welcher teamintern aufstieg, und dem Moto2-Vizeweltmeister Thomas Lüthi bestritten. Während Lüthi punktelos blieb, wurde Morbidelli 15. mit 50 Punkten und bester Rookie. In der Team-Weltmeisterschaft reichte es nur für den elften Platz, was allerdings im Gegensatz zu 2016 diesmal den vorletzten Platz darstellte. Die Moto2-Saison wurde mit den Piloten Alex Márquez und dem Rookie und Moto3-Weltmeister von 2017, Joan Mir, gefahren. Márquez belegte mit sechs Podien und 173 Punkten den vierten und Mir mit vier Podien und 155 Punkten den sechsten Rang. Marc VDS wurde Dritter in der Team-WM, die nun auch in der Moto2 und Moto3 ausgetragen wurde.

#### Saison 2019
2019 trat Marc VDS nur noch in der Moto2 an. Während Alex Márquez für ein fünftes Jahr in Folge verblieb, wurde Mir, nachdem er in die MotoGP aufstieg, durch Xavi Vierge ersetzt. Márquez wurde schlussendlich mit fünf Saisonsiegen, zehn Podien und 262 Punkten Weltmeister, Vierge hingegen hatte Mühe und wurde mit 81 Punkten und keinen Podestplatzierungen 13. Trotz des Fahrertitels verschlechte sich Marc VDS in der Team-Weltmeisterschaft auf den vierten Platz. Zudem trat man im neuen MotoE World Cup mit Mike Di Meglio an. Dieser konnte ein Rennen gewinnen und schloss den Cup als Fünfter ab.

#### Saison 2020
2020 musste sich das Team komplett neu aufstellen, da Márquez, der eigentlich einen Vertrag bis Ende 2020 hatte, in die MotoGP aufstieg, während Vierge zu Petronas Sprinta Racing wechselte. Nun lautete die neue Fahrerpaarung Sam Lowes und Augusto Fernández. Die Saison startete schlecht, als in Katar Lowes verletzungsbedingt nicht am Rennen teilnehmen konnte und Fernández im Rennen stürzte. In Spanien wurde Lowes Vierter und Fernández 13. Schlussendlich wurde Lowes mit drei Siegen WM-Dritter, Fernández 13. In MotoE World Cup blieb Di Meglio sieglos, verbesserte sich jedoch auf dem vierten Rang.

#### Saison 2021
2021 tritt Marc VDS nur noch in der Moto2 an, ebenfalls weiterhin mit den gleichen Fahrern. Lowes gewann das erste Saisonrennen, den Großen Preis von Katar; Fernández beendete das Rennen auf Platz 14.

### Rally Raid
Im Jahr 2010 nahm das Marc VDS Racing Team an der Rallye Dakar teil und setzte dabei einen Volkswagen Touareg für Stéphane Henrard und François Béguin ein.

## Ergebnisse

### FIA-GT1-Weltmeisterschaft
| 2010 | Marc VDS Racing Team | Ford | 40 | 6   | 13  | 19  | 8  | 16  | Ret | 20  | 4   | 9  | Ret | Ret | 11 | Ret | 5  | 3  | 5  | 11  | 5   | 3   | Ret | 62  | 8 |
| 2010 | Marc VDS Racing Team | Ford | 41 | Ret | DNS | 18  | 10 | 18  | 15  | 22  | 14  | 14 | 15  | 12  | 17 | 19  | 15 | 12 | 10 | 20  | 15  | 15  | Ret | 62  | 8 |
| 2011 | Marc VDS Racing Team | Ford | 40 | 11  | DNS | Ret | 10 | Ret | 10  | Ret | 8   | 11 | 6   | 12  | 10 | Ret | 12 | 10 | 10 | Ret | Ret | Ret | 9   | 132 | 6 |
| 2011 | Marc VDS Racing Team | Ford | 41 | 1   | 8   | 5   | 8  | 6   | Ret | 1   | Ret | NC | Ret | 3   | 4  | 5   | 6  | 1  | 1  | Ret | 4   | 15  | 11  | 132 | 6 |

| Legende  | Legende            | Legende                                                          |
| Farbe    | Abkürzung          | Bedeutung                                                        |
| -------- | ------------------ | ---------------------------------------------------------------- |
| Gold     | –                  | Sieg                                                             |
| Silber   | –                  | 2. Platz                                                         |
| Bronze   | –                  | 3. Platz                                                         |
| Grün     | –                  | Platzierung in den Punkten                                       |
| Blau     | –                  | Klassifiziert außerhalb der Punkteränge                          |
| Violett  | DNF                | Rennen nicht beendet (did not finish)                            |
| Violett  | NC                 | nicht klassifiziert (not classified)                             |
| Rot      | DNQ                | nicht qualifiziert (did not qualify)                             |
| Rot      | DNPQ               | in Vorqualifikation gescheitert (did not pre-qualify)            |
| Schwarz  | DSQ                | disqualifiziert (disqualified)                                   |
| Weiß     | DNS                | nicht am Start (did not start)                                   |
| Weiß     | WD                 | zurückgezogen (withdrawn)                                        |
| Hellblau | PO                 | nur am Training teilgenommen (practiced only)                    |
| Hellblau | TD                 | Freitags-Testfahrer (test driver)                                |
| ohne     | DNP                | nicht am Training teilgenommen (did not practice)                |
| ohne     | INJ                | verletzt oder krank (injured)                                    |
| ohne     | EX                 | ausgeschlossen (excluded)                                        |
| ohne     | DNA                | nicht erschienen (did not arrive)                                |
| ohne     | C                  | Rennen abgesagt (cancelled)                                      |
| ohne     | keine WM-Teilnahme |                                                                  |
| sonstige | P/fett             | Pole-Position                                                    |
| sonstige | 1/2/3/4/5/6/7/8    | Punktplatzierung im Sprint-/Qualifikationsrennen                 |
| sonstige | SR/kursiv          | Schnellste Rennrunde                                             |
| sonstige | *                  | nicht im Ziel, aufgrund der zurückgelegten Distanz aber gewertet |
| sonstige | ()                 | Streichresultate                                                 |
| sonstige | unterstrichen      | Führender in der Gesamtwertung                                   |

### 24-Stunden-Rennen von Le Mans
| Jahr | Team                               | Fahrer                                       | Fahrzeug    | Klasse | Runden | Gesamtposition | Klassenposition |
| ---- | ---------------------------------- | -------------------------------------------- | ----------- | ------ | ------ | -------------- | --------------- |
| 2010 | Marc VDS Racing Team               | Eric de Doncker Bas Leinders Markus Palttala | Ford GT     | GT     | 26     | DNF            | DNF             |
| 2011 | Kronos Racing Marc VDS Racing Team | Vanina Ickx Bas Leinders Maxime Martin       | Lola B09/60 | LMP1   | 328    | 7              | 7               |

### Motorrad-Weltmeisterschaft

#### Fahrerweltmeister
- 2014 –  Esteve Rabat, Moto2-Weltmeister auf Kalex
- 2017 –  Franco Morbidelli, Moto2-Weltmeister auf Kalex
- 2019 –  Álex Márquez, Moto2-Weltmeister auf Kalex

#### Team-WM-Ergebnisse
MotoGP-Klasse
- 2015 – Achter
- 2016 – Elfter
- 2017 – Siebter
- 2018 – Elfter

Moto2-Klasse (seit 2018)
- 2018 – Dritter
- 2019 – Vierter
- 2020 – Zweiter
- 2021 – Zweiter
- 2022 – Fünfter
- 2023 – Dritter
- 2024 – Siebter

MotoE World Cup
- 2019 – Siebter
- 2020 – Siebter

#### Grand-Prix-Siege
| Saison | Klasse | Rennen |
| ------ | ------ | --- |
| 2013   | Moto2  | Frankreich Italien Tschechien Vereinigtes Konigreich                                                             |
| 2014   | Moto2  | Katar Argentinien Spanien Frankreich Italien Katalonien USA-Indiana Tschechien Vereinigtes Konigreich San Marino |
| 2015   | Moto2  | Italien Aragonien Valencia                                                                                       |
| 2016   | MotoGP | Niederlande |
| 2017   | Moto2  | Katar Argentinien USA-Texas Spanien Frankreich Katalonien Niederlande Deutschland Osterreich Aragonien Japan     |
| 2019   | Moto2  | Frankreich Italien Katalonien Deutschland Tschechien                                                             |
| 2019   | MotoE  | Osterreich |
| 2020   | Moto2  | Frankreich Aragonien                                                                                             |
| 2021   | Moto2  | Katar Katar Emilia-Romagna                                                                                       |
| 2022   | Moto2  | USA-Texas Thailand Malaysia                                                                                      |
| 2023   | Moto2  | Argentinien Spanien Frankreich Australien                                                                        |
| 2025   | Moto2  | Argentinien USA-Texas                                                                                            |

## Bildergalerie

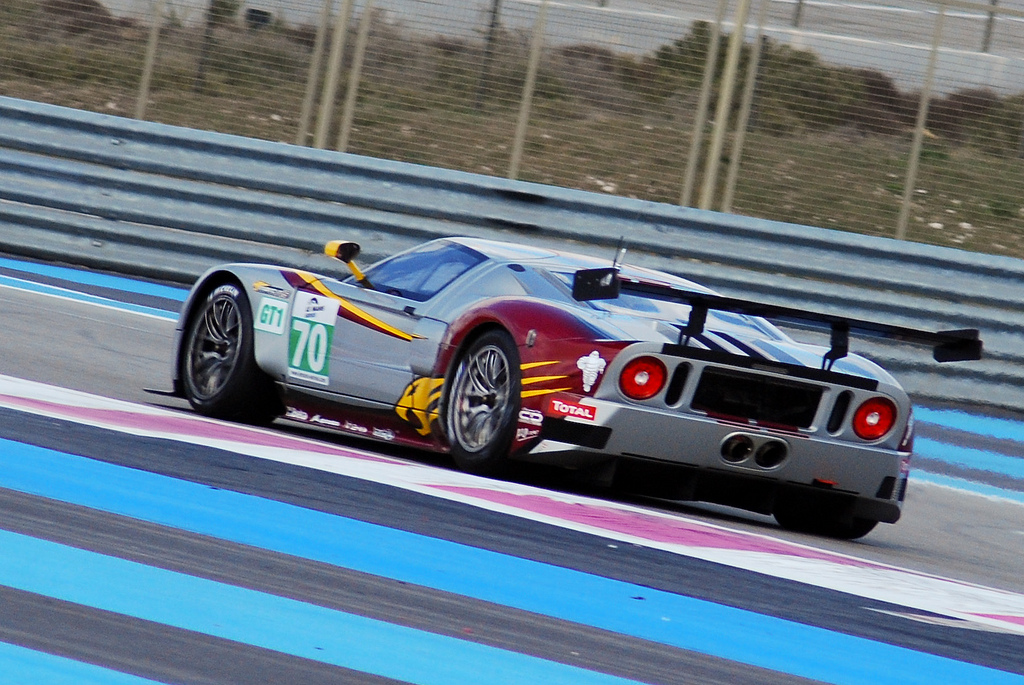
Der Ford GT von Marc VDS beim Test der Le Mans Series auf dem Circuit Paul Ricard im Jahr 2010
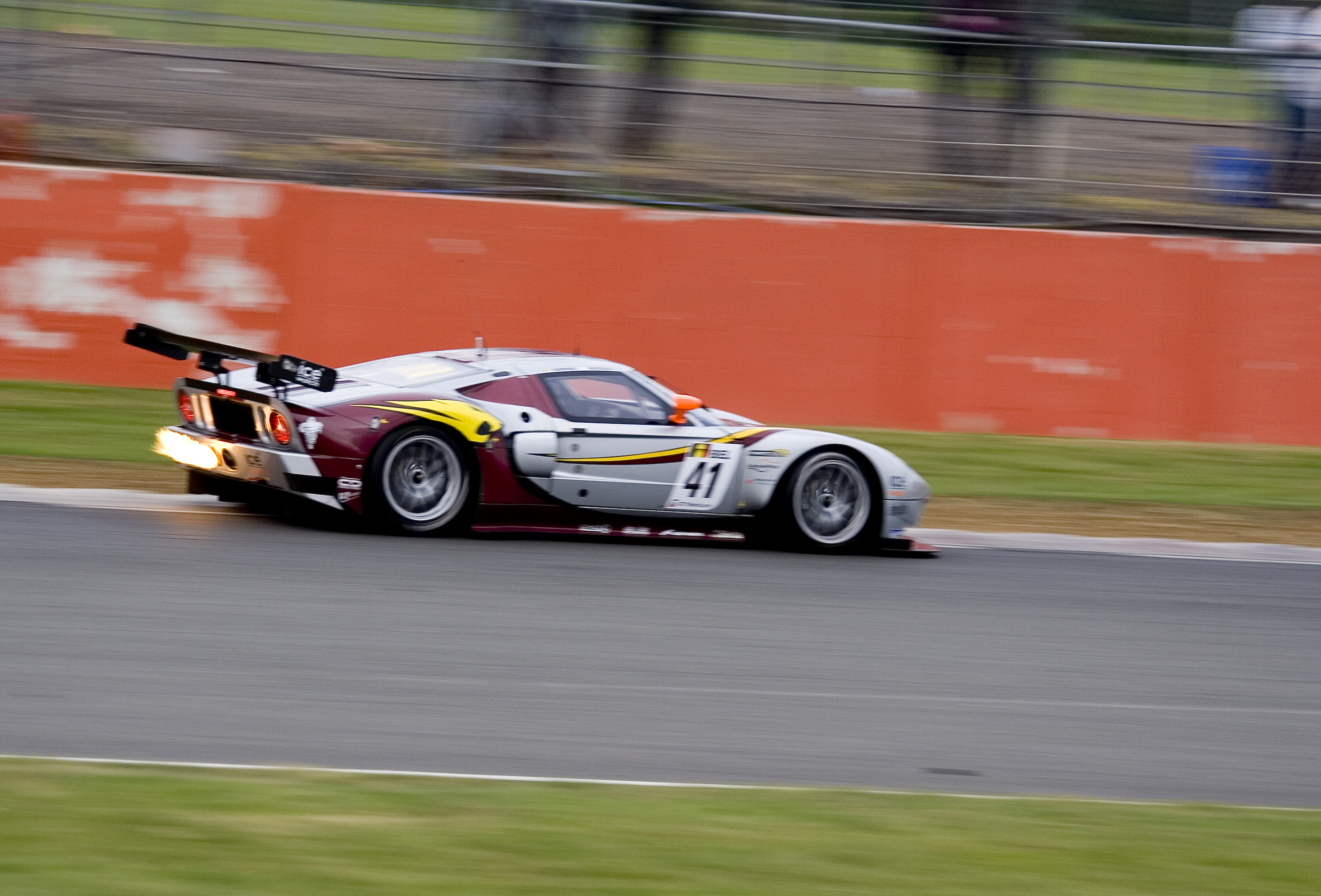
Der Ford GT von Kuppens/Palttala beim FIA-GT1-WM-Lauf in Silverstone 2010
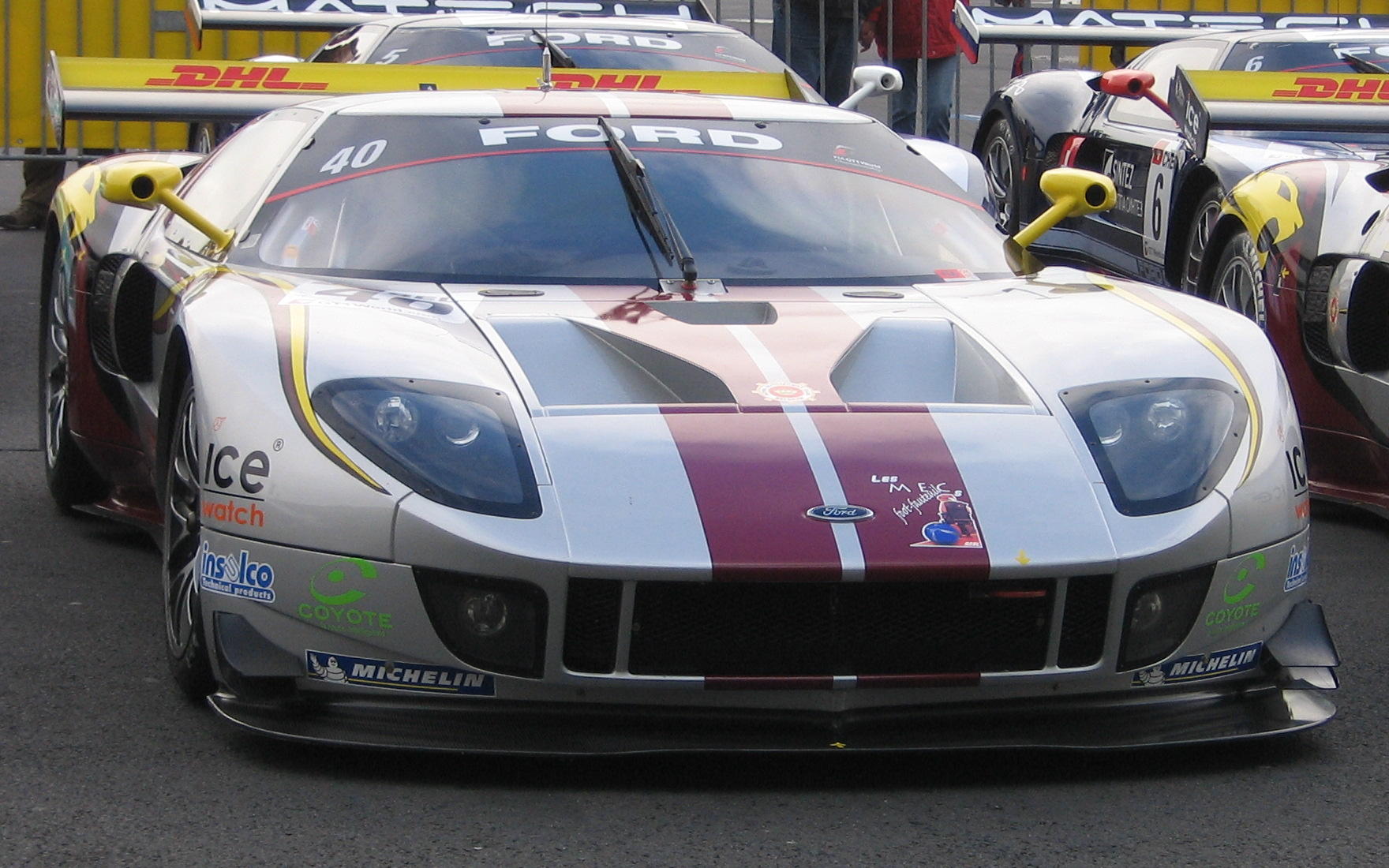
Die beiden Fahrzeuge von Marc VDS im Parc fermé beim FIA-GT1-WM-Lauf auf dem Nürburgring 2010
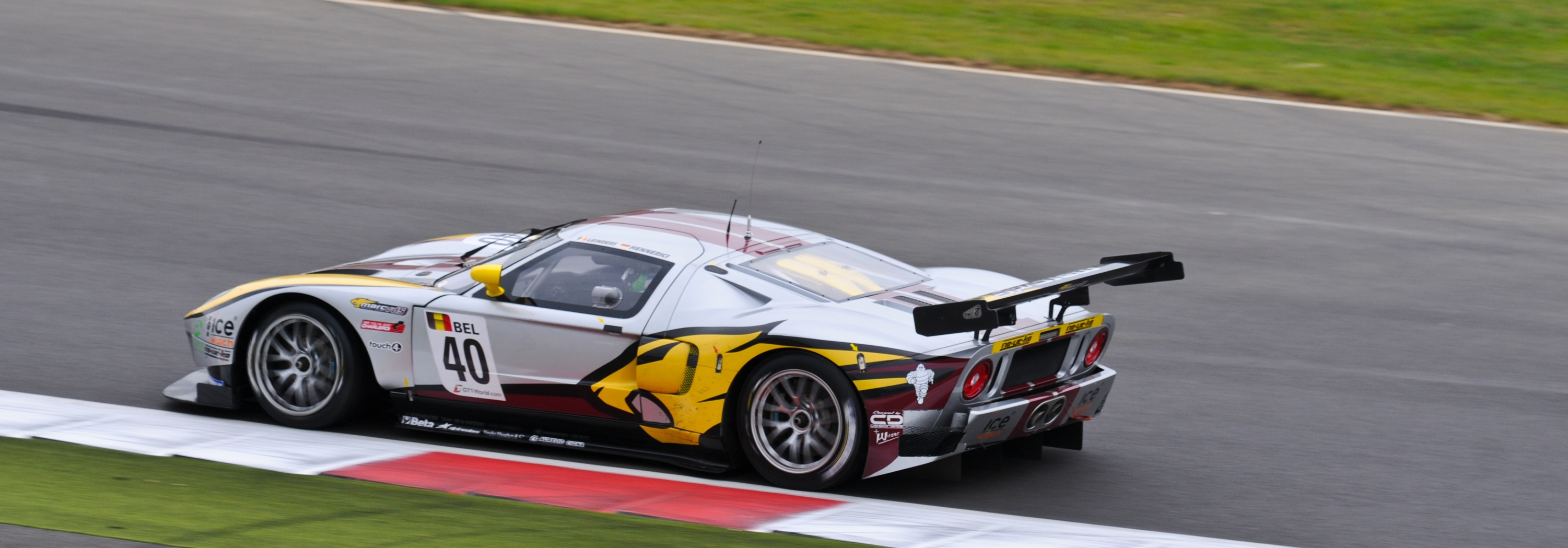
Der Ford GT von Leinders/Hennirici beim FIA-GT1-WM-Lauf in Silverstone 2011
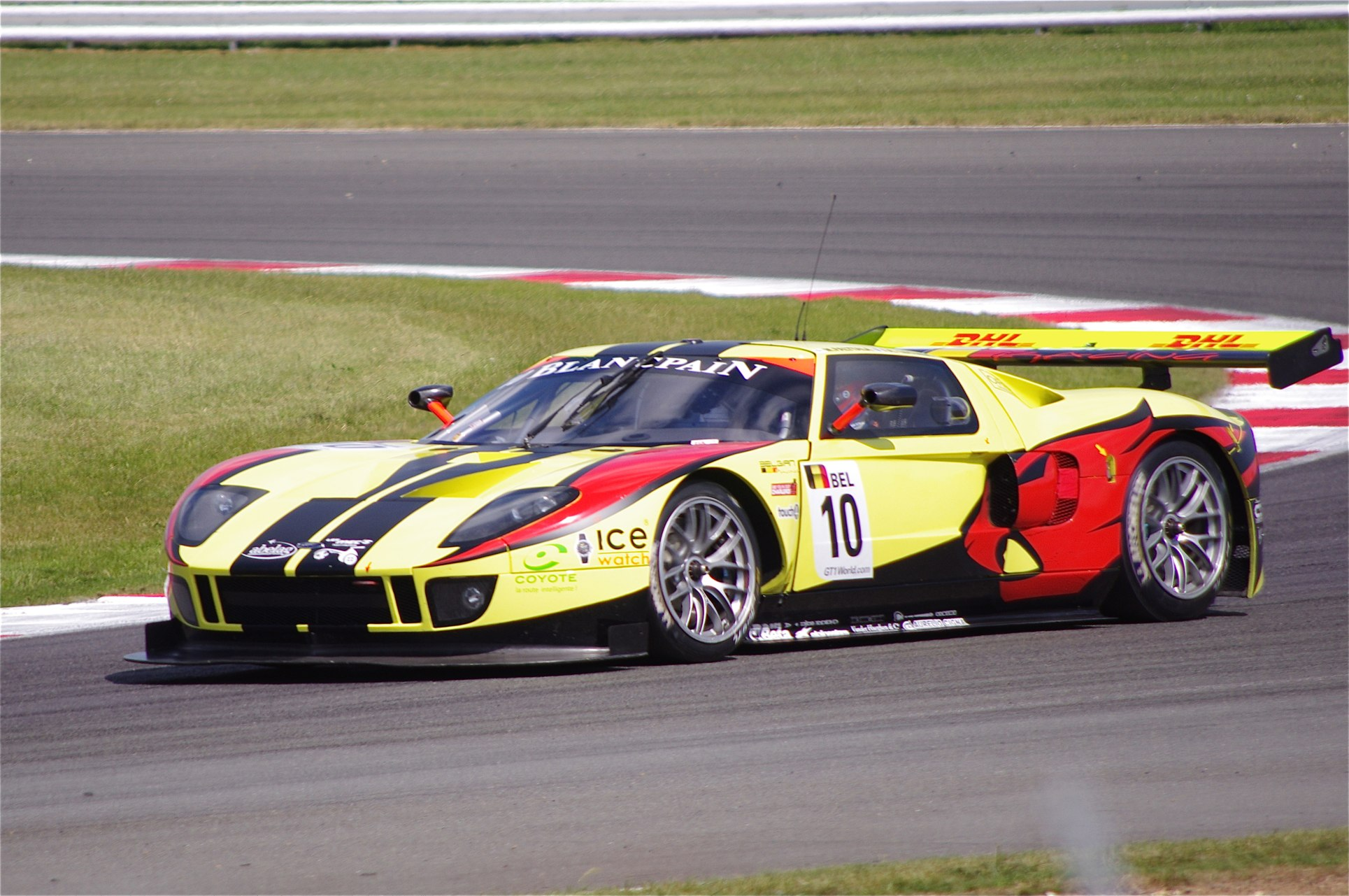
Der Ford GT von Leclerc/Palttala unter der Nennung von Belgian Racing in Silverstone 2011
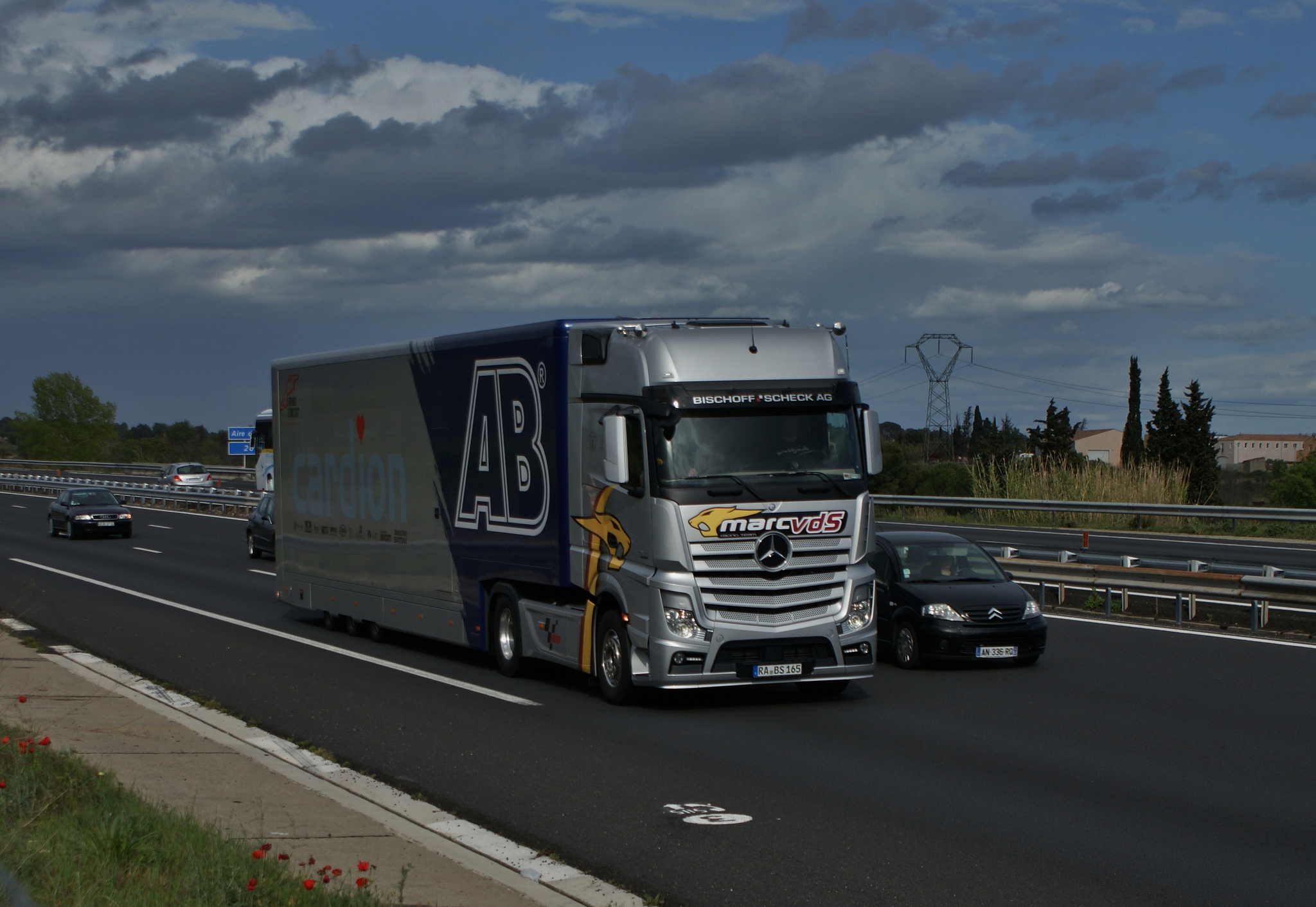
Eine Zugmaschine des Marc VDS Racing Teams im Jahr 2012